# Église Saint-Serge de Pourrain
L'église Saint-Serge de Pourrain est une église située à Pourrain, en France.

## Localisation
L'église est située dans le département français de l'Yonne, sur la commune de Pourrain.

## Historique
L'édifice est inscrit au titre des monuments historiques en 1926.